# Amas du Cintre
Pour les articles homonymes, voir Brocchi.
L’amas du Cintre, également connu sous le nom de Collinder 399 ou d’amas de Brocchi est un astérisme situé dans la constellation du Petit Renard.
Facilement visible aux jumelles, le Cintre est composé de dix étoiles de magnitude comprise entre 5 et 7, arrangées selon la forme particulière qui lui donnent son nom. Il est situé à 8° au sud d'Albireo (β du Cygne).
Il a longtemps été catalogué comme un amas ouvert, mais il s'agit en réalité d'un astérisme, c'est-à-dire d'un alignement d'étoiles sans rapport entre elles.